# 阿尼什瓦拉·库什米尔-斯坦丘
阿尼什瓦拉·库什米尔-斯坦丘（羅馬尼亞語：Anișoara Cușmir-Stanciu，1962年6月28日—），罗马尼亚女子田径运动员。她曾代表罗马尼亚参加1984年夏季奥林匹克运动会田径比赛，获得女子跳远金牌。